# Кубок світу з біатлону 2020—2021
Кубок світу з біатлону в сезоні 2020—2021 проходив з 27 листопада 2020 року по 21 березня 2021 року. Він складався з 11 етапів, включно з чемпіонатом світу 2021 року, що відбувся в словенській Поклюці. Усього було проведено 70 гонок різного формату.

## Національні квоти країн
Кількість біатлоністів, що беруть участь в Кубку світу від окремої національної збірної, визначається відповідно до місця команди в Кубку націй у попередньому сезоні. Відповідно до результатів попереднього сезону національні команди будуть представлені наступною кількістю спортсменів:
| Місце в Кубку націй | Реєстрація/Старт | Чоловіки | Жінки                                                                       |
| ------------------- | ---------------- | --- | --------------------------------------------------------------------------- |
| 1 — 5               | 8/6              | Норвегія, Франція, Німеччина, Росія, Австрія                                                                                       | Норвегія, Німеччина, Франція, Швеція, Росія↑                                |
| 6 — 10              | 7/5              | Швеція, Україна, Італія, Чехія, Білорусь↑                                                                                          | Україна, Швейцарія, Італія↓, Чехія, Австрія                                 |
| 11 — 17             | 6/4              | Словенія, Швейцарія↓, США, Канада, Болгарія, Литва↑, Польща↑                                                                       | Польща, Білорусь, США, Фінляндія, Канада, Естонія, КНР↑                     |
| 18 — 23             | 5/3              | Естонія↓, Фінляндія, Словаччина↓, Латвія, Бельгія↑, КНР↑↑                                                                          | Словаччина↓, Казахстан, Японія, Словенія, Болгарія, Південна Корея          |
| 24 — 25             | 4/2              | Румунія, Казахстан↓ | Латвія, Литва                                                               |
| Wildcard (всього 8) | 1/1              | Велика Британія, Греція, Іспанія, Молдова, Нова Зеландія, Південна Корея, Північна Македонія, Сербія, Угорщина, Хорватія, Японія↓↓ | Австралія, Бельгія, Велика Британія, Гренландія, Молдова, Румунія, Хорватія |

На додаток до квот для національних федерацій, які займають місця з 1-го по 25-е, 8-ми національним збірним, у яких немає квот для участі в Кубку світу, видаються wildcard, які надають квоту на старт одного спортсмена в Кубку світу. На одну збірну на кожну стать видається максимум по дві wildcard. Wildcard діють протягом одного триместру (як правило, це етапи 1-3 КС, 4-6 КС та 7-9 КС).

## Календар
Календар кубка світу IBU на сезон 2020—2021
| Етап                                                    | Місце                                                   | Дата                                                    | Інд. гонки | Спринт | Персьют | Мас-старт | Естафети | Змішані | Одиночні змішані |
| ------------------------------------------------------- | ------------------------------------------------------- | ------------------------------------------------------- | ---------- | ------ | ------- | --------- | -------- | ------- | ---------------- |
| 1                                                       | Контіолахті                                             | 27—29 листопада                                         | ●          | ●      |         |           |          |         |                  |
| 2                                                       | Контіолахті                                             | 30 листопада—6 грудня                                   |            | ●      | ●       |           | ●        |         |                  |
| 3                                                       | Гохфільцен                                              | 7—13 грудня                                             |            | ●      | ●       |           | ●        |         |                  |
| 4                                                       | Гохфільцен                                              | 14—20 грудня                                            |            | ●      | ●       | ●         |          |         |                  |
| 5                                                       | Обергоф                                                 | 4—10 січня                                              |            | ●      | ●       |           |          | ●       | ●                |
| 6                                                       | Обергоф                                                 | 11—17 січня                                             |            | ●      |         | ●         | ●        |         |                  |
| 7                                                       | Разун-Антерсельва                                       | 18—24 січня                                             | ●          |        |         | ●         | ●        |         |                  |
| ЧС                                                      | Поклюка                                                 | 9—2021 лютого                                           | ●          | ●      | ●       | ●         | ●        | ●       | ●                |
| 8                                                       | Нове Место-на-Мораві                                    | 1—7 березня                                             |            | ●      | ●       |           | ●        |         |                  |
| 9                                                       | Нове Место-на-Мораві                                    | 8—14 березня                                            |            | ●      | ●       |           |          | ●       | ●                |
| 10                                                      | Естерсунд                                               | 16—2021 березня                                         |            | ●      | ●       | ●         |          |         |                  |
| Усього: 70 гонок (32 чоловічих, 32 жіночих, 6 змішаних) | Усього: 70 гонок (32 чоловічих, 32 жіночих, 6 змішаних) | Усього: 70 гонок (32 чоловічих, 32 жіночих, 6 змішаних) | 3          | 10     | 8       | 5         | 6        | 3       | 3                |

## Медальний залік
| Місце  | Країна      | Золото | Срібло | Бронза | Загалом |
| ------ | ----------- | ------ | ------ | ------ | ------- |
| 1      | Норвегія    | 38     | 25     | 20     | 83      |
| 2      | Франція     | 12     | 10     | 12     | 34      |
| 3      | Швеція      | 8      | 12     | 11     | 31      |
| 4      | Німеччина   | 3      | 8      | 9      | 20      |
| 5      | Росія / RBU | 3      | 2      | 2      | 7       |
| 6      | Італія      | 2      | 3      | 6      | 11      |
| 7      | Австрія     | 2      | 3      | 4      | 9       |
| 8      | Білорусь    | 1      | 5      | 2      | 8       |
| 9      | Чехія       | 1      | 0      | 0      | 1       |
| 10     | Україна     | 0      | 2      | 1      | 3       |
| 11     | Словенія    | 0      | 0      | 1      | 1       |
| 11     | США         | 0      | 0      | 1      | 1       |
| 11     | Швейцарія   | 0      | 0      | 1      | 1       |
| Усього | Усього      | 70     | 70     | 70     | 210     |

## Таблиці. Чоловіки

### Загальний залік. Чоловіки
| Місце | Біатлоніст                 | Очки |
| ----- | -------------------------- | ---- |
| 1     | Йоганнес Бо (NOR)          | 1052 |
| 2     | Стурла Гольм Легрейд (NOR) | 1039 |
| 3     | Кентен Фійон-Має (FRA)     | 930  |

| Місце | Біатлоніст                 | Очки |
| ----- | -------------------------- | ---- |
| 1     | Йоганнес Бо (NOR)          | 359  |
| 2     | Стурла Гольм Легрейд (NOR) | 319  |
| 3     | Тар'єй Бо (NOR)            | 318  |

| Місце | Біатлоніст                 | Очки |
| ----- | -------------------------- | ---- |
| 1     | Стурла Гольм Легрейд (NOR) | 306  |
| 2     | Йоганнес Бо (NOR)          | 306  |
| 3     | Сімон Детьє (FRA)          | 286  |

| Місце | Біатлоніст             | Очки |
| ----- | ---------------------- | ---- |
| 1     | Тар'єй Бо (NOR)        | 184  |
| 2     | Йоганнес Бо (NOR)      | 180  |
| 3     | Кентен Фійон-Має (FRA) | 165  |

| Місце | Біатлоніст                 | Очки |
| ----- | -------------------------- | ---- |
| 1     | Стурла Гольм Легрейд (NOR) | 120  |
| 2     | Йоганнес Бо (NOR)          | 94   |
| 3     | Олександр Логінов (RUS)    | 91   |

### Естафета. Чоловіки
| Місце | Країна   | Очки |
| ----- | -------- | ---- |
| 1     | Норвегія | 228  |
| 2     | Швеція   | 204  |
| 3     | Франція  | 201  |

## Таблиці. Жінки

### Загальний залік. Жінки
| Місце | Біатлоністка                 | Очки |
| ----- | ---------------------------- | ---- |
| 1     | Тіріль Екгофф (NOR)          | 1152 |
| 2     | Марте Ольсбу-Рейселанн (NOR) | 963  |
| 3     | Франциска Пройс (GER)        | 840  |

| Місце | Біатлоністка                 | Очки |
| ----- | ---------------------------- | ---- |
| 1     | Тіріль Екгофф (NOR)          | 420  |
| 2     | Марте Ольсбу-Рейселанн (NOR) | 304  |
| 3     | Ганна Еберг (SWE)            | 296  |

| Місце | Біатлоністка                 | Очки |
| ----- | ---------------------------- | ---- |
| 1     | Тіріль Екгофф (NOR)          | 360  |
| 2     | Марте Ольсбу-Рейселанн (NOR) | 319  |
| 3     | Франциска Пройс (GER)        | 240  |

| Місце | Біатлоністка                     | Очки |
| ----- | -------------------------------- | ---- |
| 1     | Інгрід-Ланнмарк Тандреволл (NOR) | 186  |
| 2     | Франциска Пройс (GER)            | 183  |
| 3     | Жулья Сімон (FRA)                | 181  |

| Місце | Біатлоністка             | Очки |
| ----- | ------------------------ | ---- |
| 1     | Доротея Вірер (ITA)      | 103  |
| 1     | Ліза-Тереза Гаузер (AUT) | 103  |
| 3     | Ганна Еберг (SWE)        | 90   |

### Естафета
| Місце | Країна    | Очки |
| ----- | --------- | ---- |
| 1     | Швеція    | 216  |
| 2     | Німеччина | 216  |
| 3     | Франція   | 204  |

## Змішані естафети
| Місце | Країна   | Очки |
| ----- | -------- | ---- |
| 1     | Норвегія | 228  |
| 2     | Франція  | 211  |
| 3     | Швеція   | 210  |

## Кубок націй
| Місце | Країна    | Очки |
| ----- | --------- | ---- |
| 1     | Норвегія  | 8061 |
| 2     | Франція   | 7298 |
| 3     | Німеччина | 6978 |
| 4     | Росія     | 6833 |
| 5     | Швеція    | 6775 |
| 6     | Італія    | 6003 |
| 7     | Австрія   | 5978 |
| 8     | Україна   | 5454 |
| 9     | Білорусь  | 5420 |
| 10    | Словенія  | 5391 |

| Місце | Країна    | Очки |
| ----- | --------- | ---- |
| 1     | Норвегія  | 7305 |
| 2     | Швеція    | 7146 |
| 3     | Німеччина | 7056 |
| 4     | Франція   | 7001 |
| 5     | Білорусь  | 6433 |
| 6     | Росія     | 6407 |
| 7     | Україна   | 6216 |
| 8     | Австрія   | 6057 |
| 9     | Італія    | 5975 |
| 10    | Швейцарія | 5664 |

## Досягнення
Кількість перемог (в дужках за всю кар'єру)
| Чоловіки - Стурла Гольм Легрейд (NOR) — 7 (7) - Йоганнес Бо (NOR) — 4 (52) - Тар'єй Бо (NOR) — 3 (12) - Кентен Фійон-Має (FRA) — 3 (6) - Сімон Детьє (FRA) — 2 (2) - Арнд Пайффер (GER) — 1 (11) - Олександр Логінов (RUS) — 1 (3) - Емільєн Жаклен (FRA) — 1 (2) - Лукас Гофер (ITA) — 1 (2) - Себастьян Самуельссон (SWE) — 1 (1) - Йоганнес Дале (NOR) — 1 (1) - Мартін Понсілуома (SWE) — 1 (1) | Жінки - Тіріль Екгофф (NOR) — 13 (26) - Марте Ольсбу-Рейселанн (NOR) — 3 (9) - Ганна Еберг (SWE) — 2 (5) - Жулья Сімон (FRA) — 2 (3) - Ліза-Тереза Гаузер (AUT) — 2 (2) - Доротея Вірер (ITA) — 1 (12) - Маркета Давідова (CZE) — 1 (2) - Дінара Алімбекова (BLR) — 1 (1) - Інгрід-Ланнмарк Тандреволл (NOR) — 1 (1) |